# ハッピーエンド (テレビ番組)
『ハッピーエンド』は、TBS系列で放送していた内村光良司会の番組である。

## 出演者

### パイロット版
- 内村光良（ウッチャンナンチャン）
- 有吉弘行

#### 挑戦者
- 小島よしお
- 大地洋輔（ダイノジ）

#### サプライズゲスト
- たむらけんじ
- 大谷ノブ彦（ダイノジ）

### レギュラー版
- MC/工場長：内村光良
- 副工場長：ブラックマヨネーズ - 2013年1月8日からレギュラー出演[1]| [icon] | この節の加筆が望まれています。 |

## ネット局

### パイロット版
| 放送対象地域  | 放送局                | 系列    | 放送日時                              | 遅れ      |
| ------------- | --------------------- | ------- | ------------------------------------- | --------- |
| 関東広域圏    | TBSテレビ（TBS）      | TBS系列 | 2012年5月13日 14:00 - 15:24           | 製作局    |
| 愛媛県        | あいテレビ（itv）     | TBS系列 | 2012年5月27日 15:00 - 16:24           | 14日遅れ  |
| 福島県        | テレビユー福島（TUF） | TBS系列 | 2012年6月10日 14:00 - 15:24           | 28日遅れ  |
| 長崎県        | 長崎放送（NBC）       | TBS系列 | 2012年6月10日 14:00 - 15:24           | 28日遅れ  |
| 青森県        | 青森テレビ（ATV）     | TBS系列 | 2012年6月16日 13:00 - 14:24           | 34日遅れ  |
| 大分県        | 大分放送（OBS）       | TBS系列 | 2012年7月1日 13:30 - 14:54            | 49日遅れ  |
| 宮崎県        | 宮崎放送（MRT）       | TBS系列 | 2012年7月1日 15:30 - 16:54            | 49日遅れ  |
| 中京広域圏    | 中部日本放送（CBC）   | TBS系列 | 2012年7月7日 14:00 - 15:30            | 55日遅れ  |
| 北海道        | 北海道放送（HBC）     | TBS系列 | 2012年7月7日 14:03 - 15:30            | 55日遅れ  |
| 福岡県        | RKB毎日放送（RKB）    | TBS系列 | 2012年7月8日 14:00 - 15:30            | 56日遅れ  |
| 新潟県        | 新潟放送（BSN）       | TBS系列 | 2012年7月24日（23日深夜） 0:35 - 2:00 | 71日遅れ  |
| 鹿児島県      | 南日本放送（MBC）     | TBS系列 | 2012年7月28日 15:30 - 16:54           | 76日遅れ  |
| 広島県        | 中国放送（RCC）       | TBS系列 | 2012年7月29日 13:54 - 15:24           | 77日遅れ  |
| 静岡県        | 静岡放送（SBS）       | TBS系列 | 2012年8月4日 14:00 - 15:25            | 83日遅れ  |
| 山梨県        | テレビ山梨（UTY）     | TBS系列 | 2012年8月5日 14:30 - 15:54            | 84日遅れ  |
| 宮城県        | 東北放送（TBC）       | TBS系列 | 2012年8月5日 16:00 - 17:25            | 84日遅れ  |
| 山形県        | テレビユー山形（TUY） | TBS系列 | 2012年9月30日 15:00 - 16:24           | 140日遅れ |
| 石川県        | 北陸放送（MRO）       | TBS系列 | 2012年10月27日 14:00 - 15:24          | 167日遅れ |
| 岩手県        | IBC岩手放送（IBC）    | TBS系列 | 2013年7月20日 14:30 - 15:54           | 433日遅れ |
| 岡山県 香川県 | 山陽放送（RSK）       | TBS系列 | 2014年4月29日 14:00 - 15:24           | 705日遅れ |

### レギュラー版 水曜深夜時代
| 放送対象地域 | 放送局                | 系列    | 放送期間                     | 放送日時                     | 遅れ       |
| ------------ | --------------------- | ------- | ---------------------------- | ---------------------------- | ---------- |
| 関東広域圏   | TBSテレビ（TBS）      | TBS系列 | 2012年10月17日 - 12月19日    | 水曜 23:50 - 翌0:20          | 製作局     |
| 北海道       | 北海道放送（HBC）     | TBS系列 | 2012年10月17日 - 12月12日    | 水曜 23:50 - 翌0:20          | 同時ネット |
| 岩手県       | IBC岩手放送（IBC）    | TBS系列 | 2012年10月17日 - 12月12日    | 水曜 23:50 - 翌0:20          | 同時ネット |
| 宮城県       | 東北放送（TBC）       | TBS系列 | 2012年10月17日 - 12月12日    | 水曜 23:50 - 翌0:20          | 同時ネット |
| 山形県       | テレビユー山形（TUY） | TBS系列 | 2012年10月17日 - 12月12日    | 水曜 23:50 - 翌0:20          | 同時ネット |
| 福島県       | テレビユー福島（TUF） | TBS系列 | 2012年10月17日 - 12月12日    | 水曜 23:50 - 翌0:20          | 同時ネット |
| 静岡県       | 静岡放送（SBS）       | TBS系列 | 2012年10月17日 - 12月12日    | 水曜 23:50 - 翌0:20          | 同時ネット |
| 石川県       | 北陸放送（MRO）       | TBS系列 | 2012年10月17日 - 12月12日    | 水曜 23:50 - 翌0:20          | 同時ネット |
| 中京広域圏   | 中部日本放送（CBC）   | TBS系列 | 2012年10月17日 - 12月12日    | 水曜 23:50 - 翌0:20          | 同時ネット |
| 福岡県       | RKB毎日放送（RKB）    | TBS系列 | 2012年10月17日 - 12月12日    | 水曜 23:50 - 翌0:20          | 同時ネット |
| 長崎県       | 長崎放送（NBC）       | TBS系列 | 2012年10月17日 - 12月12日    | 水曜 23:50 - 翌0:20          | 同時ネット |
| 新潟県       | 新潟放送（BSN）       | TBS系列 | 2012年10月29日 - 12月24日    | 月曜 23:50 - 翌0:20          | 12日遅れ   |
| 広島県       | 中国放送（RCC）       | TBS系列 | 2012年10月31日 - 12月19日    | 水曜 0:20 - 0:50（火曜深夜） | 13日遅れ   |
| 大分県       | 大分放送（OBS）       | TBS系列 | 2012年11月6日 - 2013年1月8日 | 火曜 10:20 - 10:50           | 6日遅れ    |
| 鹿児島県     | 南日本放送（MBC）     | TBS系列 | 2012年11月11日 - 11月18日    | 日曜 11:00 - 11:30           | 18日遅れ   |

### レギュラー版 火曜深夜時代
| 放送対象地域 | 放送局                | 系列    | 放送期間                | 放送日時                     | 遅れ       |
| ------------ | --------------------- | ------- | ----------------------- | ---------------------------- | ---------- |
| 関東広域圏   | TBSテレビ（TBS）      | TBS系列 | 2013年1月8日 - 3月26日  | 火曜 23:50 - 翌0:20          | 製作局     |
| 北海道       | 北海道放送（HBC）     | TBS系列 | 2013年1月8日 - 3月26日  | 火曜 23:50 - 翌0:20          | 同時ネット |
| 山形県       | テレビユー山形（TUY） | TBS系列 | 2013年1月8日 - 3月26日  | 火曜 23:50 - 翌0:20          | 同時ネット |
| 福島県       | テレビユー福島（TUF） | TBS系列 | 2013年1月8日 - 3月26日  | 火曜 23:50 - 翌0:20          | 同時ネット |
| 新潟県       | 新潟放送（BSN）       | TBS系列 | 2013年1月8日 - 3月26日  | 火曜 23:50 - 翌0:20          | 同時ネット |
| 静岡県       | 静岡放送（SBS）       | TBS系列 | 2013年1月8日 - 3月26日  | 火曜 23:50 - 翌0:20          | 同時ネット |
| 石川県       | 北陸放送（MRO）       | TBS系列 | 2013年1月8日 - 3月26日  | 火曜 23:50 - 翌0:20          | 同時ネット |
| 大分県       | 大分放送（OBS）       | TBS系列 | 2013年1月15日 - 4月9日  | 火曜 10:20 - 10:50           | 7日遅れ    |
| 長崎県       | 長崎放送（NBC）       | TBS系列 | 2013年1月16日 - 4月3日  | 水曜 23:50 - 翌0:20          | 8日遅れ    |
| 広島県       | 中国放送（RCC）       | TBS系列 | 2013年1月16日 - 4月10日 | 水曜 0:20 - 0:50（火曜深夜） | 不明       |
| 中京広域圏   | 中部日本放送（CBC）   | TBS系列 | 2013年1月19日 - 4月6日  | 土曜 2:00 - 2:30（金曜深夜） | 10日遅れ   |

## スタッフ
- ナレーション：奥田民義（2012年）、阪井あかね（2013年1月8日以降）、古谷有美（TBSアナウンサー）
- 構成：松田敬三、武田郁之輔、高橋秀一、奈佐はぢめ
- TM：長谷川晃司
- TP：志水敏明（ヴァーテック千代田）
- CAM：深澤克仁
- 音声：松原悠太、高橋優二
- VE：竹内朝海、棚町雄馬
- 車輌：チップトップ
- 技術協力：千代田ビデオ、麻布プラザ
- 美術プロデューサー：太田卓志
- 美術制作：澁谷政史
- 美術デザイナー：桝本瑠璃
- 衣裳：横尾毅
- オープニング：藤田浩史
- イラスト：スズキユミコ
- キャラクターデザイン：今野さと子
- メイク：大の木ひで
- リサーチ：林裕一
- 編集：森岡佑次、兵藤真澄
- MA：浅井佑人、佐藤卓也
- 音響効果：斉藤信之
- オフライン：坂口雄祐
- 企画協力：富田裕隆（マセキ芸能社）
- 編成：辻有一
- 宣伝：広重玲子
- AP：後藤央
- TK：小島美和子
- AD：庄子伸正、後閑雄介
- ディレクター：丸山太嘉志、阿部和孝、本橋宏之、伊藤雄太
- 演出：田中慶
- プロデューサー：畠山渉（以前は編成）、増村紀男
- 製作著作：TBS